# Теллер (аэропорт)
Аэропорт Теллер (англ. Teller Airport), (ИАТА: TLA, ИКАО: PATE, FAA LID: TER, formerly K54) — государственный гражданский аэропорт, расположенный в 4 километрах к югу от центрального делового района города Теллер (Аляска), США.

## Операционная деятельность
Аэропорт Теллер расположен на высоте 90 метров над уровнем моря и эксплуатирует одну взлётно-посадочную полосу:
- 7/25 размерами 914 x 18 метров с гравийным покрытием.